# Baltimore–Washington nemzetközi repülőtér
A Baltimore–Washington nemzetközi repülőtér (IATA: BWI, ICAO: KBWI) az Amerikai Egyesült Államok egyik legjelentősebb nemzetközi repülőtere. Egyike az USA fővárosát, Washingtont kiszolgáló három repülőtérnek, bár közelebb esik Baltimore-hoz.
A repülőtér 14 km-re Baltimore városközpontjától délre és 48 km-re Washingtontól északkeletre található. Ez a legforgalmasabb repülőtér Maryland államban és a legforgalmasabb a Baltimore–Washington városi területen.

## Futópályák
A repülőtér futópályái:
- 10/28 (10 502 ft, 150 ft, aszfalt)
- 15L/33R (5000 ft, 100 ft, aszfalt)
- 15R/33L (9500 ft, 150 ft, aszfalt)

## Forgalom
Az utasforgalom az elmúlt években az alábbi módon változott:
| Utasok száma | 10 400 000 | 13 400 000 | 19 602 856 | 20 094 756 | 21 184 208 | 21 949 902 | 22 498 353 | 25 122 651 | 11 204 511 | 26 200 143 |
|              | 1989       | 1996       | 2000       | 2003       | 2006       | 2010       | 2013       | 2016       | 2020       | 2023       |

## Légitársaságok és úticélok
2023-ban a Baltimore–Washington nemzetközi repülőtérről az alábbi járatok indulnak:

### Személy
| Légitársaság         | Célállomások | Refs   |
| -------------------- | --- | ------ |
| Air Canada Express   | Toronto–Pearson | [ 4 ]  |
| Alaska Airlines      | Seattle/Tacoma | [ 5 ]  |
| Allegiant Air        | Asheville, Destin/Fort Walton Beach, Knoxville, Punta Gorda, Sarasota, Savannah | [ 6 ]  |
| American Airlines    | Charlotte, Chicago–O'Hare, Dallas/Fort Worth, Miami | [ 7 ]  |
| American Eagle       | Charlotte, Chicago–O'Hare Szezonális: Miami | [ 7 ]  |
| Avelo Airlines       | New Haven (CT) | [ 8 ]  |
| British Airways      | London–Heathrow | [ 9 ]  |
| Condor               | Szezonális: Frankfurt | [ 10 ] |
| Contour Airlines     | Macon/Warner Robins (GA) | [ 11 ] |
| Copa Airlines        | Panama City–Tocumen | [ 12 ] |
| Delta Air Lines      | Atlanta, Detroit, Minneapolis/St. Paul, Salt Lake City | [ 13 ] |
| Delta Connection     | Boston, New York–JFK | [ 13 ] |
| Frontier Airlines    | Atlanta, Cancún, Dallas/Fort Worth, Denver (vége 2024. január 17-től), Miami, Orlando, Phoenix–Sky Harbor, San Juan Szezonális: Tampa (kezdődik 2023. november 16-tól) | [ 16 ] |
| Icelandair           | Reykjavík–Keflavík | [ 17 ] |
| JetBlue              | Boston | [ 18 ] |
| Play                 | Reykjavík–Keflavík | [ 19 ] |
| Southwest Airlines   | Albany, Aruba, Atlanta, Austin, Birmingham (AL), Boston, Buffalo, Cancún, Charleston (SC), Charlotte, Chicago–Midway, Chicago–O'Hare, Cincinnati, Cleveland, Colorado Springs (kezdődik 2024. június 4-től), Columbus–Glenn, Dallas–Love, Denver, Destin/Fort Walton Beach, Detroit, Fort Lauderdale, Fort Myers, Grand Rapids, Greenville/Spartanburg, Hartford, Houston–Hobby, Indianapolis, Jackson (MS), Jacksonville (FL), Kansas City, Las Vegas, Long Island/Islip, Los Angeles, Louisville, Manchester (NH), Memphis, Miami, Milwaukee, Minneapolis/St. Paul, Montego Bay, Myrtle Beach, Nashville, New Orleans, Norfolk, Oakland, Orlando, Phoenix–Sky Harbor, Pittsburgh, Portland (ME), Providence, Punta Cana, Raleigh/Durham, Rochester (NY), Salt Lake City, San Antonio, San Diego, San José (CR), San Juan, Sarasota, Savannah, St. Louis, Syracuse, Tampa, West Palm Beach Szezonális: Albuquerque, Belize City (kezdődik 2024. március 9-től), Grand Cayman, Liberia (CR), Nassau, Panama City (FL), Pensacola, Providenciales, San José del Cabo | ,      |
| Spirit Airlines      | Atlanta, Austin, Cancún, Dallas/Fort Worth, Detroit, Fort Lauderdale, Fort Myers, Houston–Intercontinental, Las Vegas, Los Angeles, Miami, Minneapolis/St. Paul, Myrtle Beach, Orlando, San Antonio, San Juan, Tampa | [ 24 ] |
| Sun Country Airlines | Szezonális: Minneapolis/St. Paul | [ 25 ] |
| United Airlines      | Chicago–O'Hare, Denver, Houston–Intercontinental, Los Angeles, San Francisco | [ 26 ] |
| United Express       | Chicago–O'Hare, Houston–Intercontinental | [ 26 ] |

### Cargo
| Légitársaság          | Célállomások |
| --------------------- | --- |
| Amazon Air            | Atlanta, Chicago/Rockford, Cincinnati, Houston–Intercontinental, Miami, Minneapolis/St. Paul, Ontario, Portland (OR), Riverside/March ARB, Sacramento, St. Louis, Tampa, Wilmington (OH) |
| DHL Aviation          | Cincinnati, Hartford |
| FedEx                 | Columbus–Rickenbacker, Harrisburg, Indianapolis, Memphis |
| FedEx Feeder          | Newark, Salisbury |
| United Parcel Service | Chicago/Rockford, Louisville, Raleigh/Durham, Richmond |